# Dr. Westers letzter Patient
Dr. Westers letzter Patient (Originaltitel: Träfracken) ist ein schwedisches Filmdrama mit kriminalistischen Elementen in Schwarzweiß aus dem Jahr 1966 von Lars-Magnus Lindgren, der auch das Drehbuch verfasst hatte. Es basiert auf dem Roman Der Holzfrack von Jan Ekström. In den Hauptrollen sind Gunnar Björnstrand, Elsa Prawitz, Catrin Westerlund und Ulla Sjöblom zu sehen. Seine Uraufführung erlebte das Werk am 27. Juni 1966 in Schweden. In der Bundesrepublik Deutschland war es erstmals am 28. Mai 1968 im Kino zu sehen.

## Handlung
Dr. Wester scheint gescheitert: abgeschoben in die Provinz, getrennt von Frau und Kind, umgibt ihn das Fluidum eines Mannes, der es hätte weiterbringen können. In dem Krankenhaus, in welchem er jetzt Chefarzt ist, bleiben seine Liebschaften mit den Patientinnen nicht verborgen, zudem ist er Masochist und steckt mit der Oberschwester unter einer Decke, wenn es gilt, jemanden früher sterben zu lassen…
Eines Tages wird eine junge Frau eingeliefert, die extravagant und spielsüchtig ist und im Zerwürfnis mit ihrem Vater und ihrer Schwester lebt. Sie hat ein mysteriöses Autounglück hinter sich – offenbar waren die Bremsschläuche vorsätzlich beschädigt worden, sodass es zum Zusammenstoß mit einem anderen Wagen kam –, und bald darauf wird sie mit einem Skalpell ermordet aufgefunden, nachdem sie sich ebenfalls mit dem Chefarzt eingelassen hatte. Wer ist der Täter?
Zwei Polizeibeamte, die zunächst nur mit der Aufklärung des Verkehrsdelikts befasst sind, nehmen sich schließlich auch des Mordfalles an. Den Fenstersturz desjenigen Arztes, der seine Frau auf diese Weise umzubringen suchte, können die Polizisten allerdings nicht verhindern. So fand der Arzt selbst – und nicht seine Gattin – den Tod. Und obwohl alle Fäden bei Dr. Wester zusammenlaufen, tappen die Polizisten bis zum Ende des Films im Dunkeln – und der Zuschauer auch. Das Schlussbild zeigt eine plötzlich zerspringende Großaufnahme der jungen Tochter des Arztes.

## Kritiken
Der Evangelische Film-Beobachter zieht folgendes Fazit: „Mißglückter Psycho-Krimi […]: weder wird der Zuschauer über die Taten noch über die Tatmotive aufgeklärt. Deshalb: trotz einiger Meriten ohne Empfehlung.“ Zu einer ähnlichen Einschätzung gelangt auch das Lexikon des internationalen Films: „Unausgegorene Mischung von Grusel- und Kriminalfilm, geschmacksunsicher inszeniert.“